# Liste der Mitgliedskirchen des Reformierten Weltbundes
Die folgenden Kirchen sind Mitgliedskirchen des Reformierten Weltbundes (Stand: 2006).

## Afrika

### Ägypten
- Evangelische Kirche von Ägypten - Nil-Synode (El-Kanisah El-Injiliyah)

### Algerien
- Protestantische Kirche von Algerien (Eglise protestante d’Algerie)

### Angola
- Kongregationalistische Evangelische Kirche in Angola (Igreja Evangélica Congregacional em Angola - IECA)
- Reformierte Evangelische Kirche von Angola (Igreja Evangélica Reformanda de Angola – IERA)

### Äquatorialguinea
- Presbyterianische Reformierte Kirche von Äquatorialguinea (Iglesia Reformada Presbiteriana de Guinea Ecuatorial)

### Äthiopien
- Äthiopische Evangelische Kirche Mekane Yesus (Ye Etiopia Wangelawit Betakristian Makane Yesus)

### Botswana
- Niederländisch-reformierte Kirche in Botswana (Dutch Reformed Church in Botswana)

### Burkina Faso
- Reformierte Evangelische Kirche von Burkina Faso (Eglise évangélique reformée du Burkina Faso)

### Demokratische Republik Kongo
- Evangelische Gemeinschaft von Kongo (Communauté évangélique du Congo)
- Evangelische Kirche von Kongo (Eglise évangélique du Congo)
- Presbyterianische Gemeinschaft im Kongo (Communauté presbytérienne au Congo)
- Presbyterianische Gemeinschaft in Kasai-Occidental / Reformierte Presbyterianische Gemeinschaft in Afrika (Communauté presbytérienne au Kasai occidental / Communauté presbytérienne réformée en Afrique)
- Presbyterianische Gemeinschaft von Kasai-Oriental (Communauté presbytérienne du Kasai oriental)
- Presbyterianische Gemeinschaft von Kinshasa (Communauté presbytérienne de Kinshasa)
- Protestantische Gemeinschaft in Katanga (Communauté Protestante au Shaba)
- Reformierte Gemeinschaft der Presbyterianer (Communauté Réformée des Presbyteriens)

### Ghana
- Evangelische Presbyterianische Kirche in Ghana (Presbyteria Nyanyui Hame le Ghana)
- Presbyterianische Kirche von Ghana (Presbyterian Church of Ghana)

### Kamerun
- Afrikanische Protestantische Kirche (Eglise protestante africaine)
- Evangelische Kirche von Kamerun (Eglise évangélique du Cameroun)
- Presbyterianische Kirche in Kamerun (Eglise Presbytérienne Camerounaise)
- Presbyterianische Kirche von Kamerun (Eglise presbytérienne camerounaise)

### Kenia
- Presbyterianische Kirche von Ostafrika (Presbyterian Church of East Africa)
- Reformierte Kirche von Ostafrika (Reformed Church of East Africa)

### Lesotho
- Evangelische Kirche in Lesotho (Lesotho Evangelical Church in Southern Africa/Kereke ea Evangeli Lesotho e Boroa ho Afrika)

### Liberia
- Presbyterianische Kirche von Liberia (Presbyterian Church of Liberia)

### Madagaskar
- Kirche Jesu Christi in Madagaskar (Fiangonan'i Jesoa Kristy Eto Madagasikara)

### Malawi
- Generalsynode der Presbyterianischen Kirche von Zentralafrika (General Synod - Church of Central Africa Presbyterian)

### Marokko
- Evangelische Kirche in Marokko (Eglise évangélique au Maroc)

### Mauritius
- Presbyterianische Kirche von Mauritius (Eglise presbytérienne de Maurice)

### Mosambik
- Evangelische Kirche Christi in Mosambik (Igreja Evangélica de Cristo em Moçambique)
- Presbyterianische Kirche von Mosambik (Igreja Presbiteriana de Moçambique)
- Unierte Kirche Christi in Mosambik (Igreja de Cristo Unida em Moçambique)

### Niger
- Evangelische Kirche der Republik Niger (Eglise évangélique de la République du Niger)

### Nigeria
- Christliche Reformierte Kirche von Nigeria (Christian Reformed Church of Nigeria)
- Evangelische Reformierte Kirche Christi (Evangelical Reformed Church of Christ)
- Kirche Christi im Sudan bei den Tiv (Nongo u Kristu u ken Sudan hen tiv)
- Presbyterianische Kirche von Nigeria (Presbyterian Church of Nigeria)
- Reformierte Kirche Christi in Nigeria (Reformed Church of Christ in Nigeria)
- Unierte Kirche Christi in Nigeria (Habaddiyar Ekklisiyar Kristi a Nigeria)

### Reunion
- Protestantische Kirche von La Réunion (Eglise Protestante de La Réunion)

### Ruanda
- Presbyterianische Kirche in Ruanda (Eglise presbytérienne au Rwanda)

### Sambia
- Reformierte Kirche in Sambia (Reformed Church in Zambia)
- Unierte Kirche von Sambia (United Church of Zambia)

### Senegal
- Protestantische Kirche von Senegal (Eglise protestante du Sénégal)

### Simbabwe
- Presbyterianische Kirche des südlichen Afrikas (Presbyterian Church of Southern Africa)
- Reformierte Kirche in Simbabwe (Reformed Church in Simbabwe)

### Südafrika
- Evangelische presbyterianische Kirche in Südafrika (Evangelical Presbyterian Church in South Africa)
- Niederländisch-reformierte Kirche (Nederduitse Gereformeerde Kerk, Dutch Reformed Church)
- Presbyterianische Kirche von Afrika (Presbyterian Church of Africa)
- Reformierte Kirche in Afrika, Südafrika (Reformed Church in Africa, South Africa)
- Unierte Presbyterianische Kirche im südlichen Afrika (Uniting Presbyterian Church in Southern Africa)
- Unierte Reformierte Kirche in Südafrika (Verenigende Gereformeerde Kerk in Suider Afrika)
- Vereinte Kongregationalistische Kirche im südlichen Afrika (United Congregational Church of Southern Africa)
- Volkskirche von Afrika (Volkskerk van Afrika)

### Sudan
- Africa Inland Church Sudan

### Togo
- Presbyterianische Evangelische Kirche von Togo (Eglise évangélique presbytérienne du Togo)

### Tunesien
- Reformierte Kirche von Tunesien (Eglise Reformée de Tunisie)

### Uganda
- Reformierte Presbyterianische Kirche in Uganda (Reformed Presbyterian Church in Uganda)

### Zentralafrikanische Republik
- Protestantische Christkönigskirche (Eglise Protestante du Christ-Roi)

## Asien

### Bangladesch
- Church of Bangladesh

### China
- China Christian Council
- The Hong Kong Council of the Church of Christ in China

### Indien
- Church of South India
- Church of North India
- Evangelische Kirche von Maraland (Evangelical Church of Maraland)
- Kongregationalistische Kirche von Indien - Maraland (The Congregational Church of India - Maraland)
- Lairam-Kirche Jesu Christi (Isua Krista Kohhran Lairam)
- Presbyterianische Kirche von Indien (Presbyterian Church of India)
- Reformierte Presbyterianische Kirche, Nordostindien (Reformed Presbyterian Church, North East India)

### Indonesien
- Christliche Kirchen in Java (Gereja-Gereja Kristen Jawa)
- Christliche Kirche in Luwuk Banggai (Gereja Kristen di Luwuk Banggai)
- Christliche Kirche in Ost-Java (Gereja Kristen Jawi Wetan)
- Christliche Kirche in Sulawesi Selatan (Gereja Kristen di Sulawesi Selatan)
- Christliche Kirche in Sulawesi Tengah (Gereja Kristen Sulawesi Tengah)
- Christliche Kirche in Sumatera Selatan (Gereja Kristen Sumatera Bagian Selatan)
- Christliche Kirche in Sumba (Gereja Kristen Sumba)
- Evangelische Christliche Kirche der Minahasa (Gereja Masehi Injili di Minahasa)
- Evangelische Christliche Kirche in Bolaang Mongondow (Gereja Masehi Injili di Bolaang Mongondow)
- Evangelische Christliche Kirche in Halmahera (Geraja Masehi Injili Halmahera)
- Evangelische Christliche Kirche in Sangihe-Talaud (Gereja Masehi Injili Sangihe-Talaud)
- Evangelische Christliche Kirche in Timor (Gereja Masehi Injili di Timor)
- Evangelische Christliche Kirche in West-Neuguinea (Gereja Kristen Injili di Tanah Papua)
- Evangelische Kirche in Kalimantan (Gereja Kalimantan Evangelis)
- Indonesische Christliche Kirche (Gereja Kristen Indonesia)
- Indonesische Protestantische Kirche in Buol Toli-Toli (Gereja Protestan Indonesia di Buol Toli-Toli)
- Indonesische Protestantische Kirche in Donggala (Gereja Protestan Indonesia Donggala)
- Indonesische Protestantische Kirche in Gorontalo (Gereja Protestan Indonesia di Gorontalo)
- Protestantische Christliche Kirche in Bali (Gereja Kristen Protestan di Bali)
- Protestantische Kirche auf den Molukken (Gereja Protestan Maluku)
- Protestantische Kirche der Karo-Batak (Gereja Batak Karo Protestan)
- Protestantische Kirche in Sulawesi Tenggara (Gereja Protestan di Sulawesi Tenggara)
- Protestantische Kirche in West-Indonesien (Gereja Potestan di Indonesia Bagian Barat)
- Sundanesische Christliche Kirche (Gereja Kristen Pasundan)
- Toraja-Kirche (Gereja Toraja); siehe auch: Toraja
- Toraja-Mamasa-Kirche (Gereja Toraja Mamasa)

### Iran
- Evangelische Kirche im Iran (Klesoy Injili Iran)

### Israel
- St. Andrew’s Scots Memorial Church

### Japan
- Church of Christ in Japan (Nippon Kirisuto Kyokai)
- Koreanische Christliche Kirche in Japan (Zainichi Daikan Kirisuto Kyokai Sokai)

### Korea
- Presbyterianische Kirche DaeShin I
- Presbyterianische Kirche HapDongJeongTong
- Presbyterianische Kirche KiJang
- Presbyterianische Kirche TongHap

### Libanon
- Nationale Evangelische Synode in Syrien und Libanon (National Evangelical Synod of Syria and Lebanon)
- Nationale Evangelische Union des Libanon (Al-Ittihad Al Injili Al-Watani Fi Lubnan)
- Union der Armenischen Evangelischen Kirchen im Nahen Osten (Union of the Armenian Evangelical Churches in the Near East)

### Malaysia
- Presbyterianische Kirche in Malaysia (Gereja Presbyterian Malaysia)

### Myanmar
- Evangelische Mission Myanmar (Mara Evangelical Awnanopa)
- Presbyterianische Kirche von Myanmar (Kawlram Presb Kohhran)
- Unabhängige Presbyterianische Kirche von Myanmar (Independent Presbyterian Church of Myanmar)

### Osttimor
- Protestantische Kirche in Osttimor (Igreja Protestante iha Timor Lorosa'e IPTL)

### Pakistan
- Diözese Sialkot der Church of Pakistan
- Presbyterianische Kirche von Pakistan; Teil der Church of Pakistan

### Philippinen
- Unierte Evangelische Kirche Christi (Iglesia Evangélica Unida de Cristo)
- Unierte Kirche Christi auf den Philippinen (United Church of Christ in the Philippines)

### Singapur
- Presbyterianische Kirche in Singapur (Presbyterian Church in Singapore)

### Sri Lanka
- Niederländisch-reformierte Kirche in Sri Lanka (Dutch Reformed Church in Sri Lanka)
- Presbyterium von Lanka (Presbytery of Lanka)

### Taiwan
- Presbyterianische Kirche in Taiwan (Tâi-oân Ki-tok Tiúⁿ-ló Kàu-hoē)

### Thailand
- Church of Christ in Thailand

## Europa

### Belgien
- Vereinigte Protestantische Kirche von Belgien (Eglise Protestante Unie de Belgique / Verenigde Protestantse Kerk in Belgie)

### Bulgarien
- Union der Evangelischen Kongregationalistischen Kirchen in Bulgarien (Evangelaska Kongreschanska Zewrkwa)

### Dänemark
- Reformierte Synode von Dänemark (Den reformerte Synode i Danmark)

### Deutschland
- Reformierter Bund
- Evangelisch-reformierte Kirche
- Lippische Landeskirche

### Frankreich
- Eglise Protestante Malgache
- Reformierte Kirche von Elsass und Lothringen
- Reformierte Kirche von Frankreich

### Griechenland
- Griechische Evangelische Kirche (Helleniki Evangeliki Ekklesia)

### Irland
- Presbyterian Church in Ireland

### Italien
- Evangelische Waldenserkirche (Chiesa Evangelica Valdese)

### Kroatien
- Reformierte christliche Kirche in Kroatien (Reformirana kršćanska Crkva u Hrvatskoj)

### Lettland
- Evangelisch-reformierte Kirche in Lettland (Evangeliska Reformatu-Braju Draudze)

### Litauen
- Evangelisch-Reformierte Kirche in Litauen - Unitas Lithuaniae (Lietuvos evangelikų reformatų Bažnyčia - Unitas Lithuaniae)

### Luxemburg
- Protestantisch-Reformierte Kirche von Luxemburg H. B.

### Niederlande
- Protestantische Kirche der Niederlande
- Remonstrantische Bruderschaft

### Polen
- Evangelisch-reformierte Kirche in Polen (Kościół Ewangelicko-Reformowany w Rzeczypospolitej Polskiej)

### Portugal
- Presbyterianische Evangelische Kirche von Portugal (Igreja Evangélica Presbiteriana de Portugal)

### Österreich
- Evangelische Kirche H.B. in Österreich

### Rumänien
- Reformierte Kirche in Rumänien, Oradea (Kiralyhagomelleki Reformatus Egyhazkeruelet, Oradea)
- Rumänische Reformierte Kirche in Siebenbürgen (Romaniai Reformatus Egyhaz - Erdelyi Egyhazkerület)

### Schweden
- Schwedische Missionskirche (Svenska Missionskyrkan)

### Schweiz
- Evangelisch-reformierte Kirche Schweiz

### Serbien
- Reformierte Christliche Kirche in Serbien und Montenegro (Reformatska Hriscanska Crkva u SFRJ)

### Slowakei
- Reformierte Christliche Kirche in der Slowakei (Reformovaná Krest. Cirkev na Slovensku)

### Slowenien
- Reformierte Kirche in Slowenien

### Spanien
- Spanische Evangelische Kirche (Iglesia Evangélica Española)

### Tschechien
- Evangelische Kirche der Böhmischen Brüder (Ceskobratrská Cirkev Evangelická)

### Ukraine
- Reformierte Kirche in Transkarpatien (Kárpátaljai Református Egyház)

### Ungarn
- Reformierte Kirche in Ungarn (Magyarországi Református Egyház)

### Vereinigtes Königreich
- Church of Scotland
- Presbyterian Church in Ireland
- Presbyterian Church of Wales
- Union of Welsh Independents
- United Free Church of Scotland
- United Reformed Church

## Nordamerika und Karibik

### Dominikanische Republik
- Dominikanische Evangelische Kirche (Iglesia Evangélica Dominicana)

### Grenada
- Presbyterianische Kirche in Grenada (Presbyterian Church in Grenada)

### Jamaika
- Unierte Kirche in Jamaika und den Kaimaninseln (The United Church in Jamaica and the Cayman Islands)

### Kanada
- Presbyterianische Kirche in Kanada (The Presbyterian Church in Canada / L’Eglise presbytérienne aus Canada)
- United Church of Canada

### Kuba
- Presbyterianisch-Reformierte Kirche in Kuba (Iglesia Presbiteriana-Reformada en Cuba)

### Mexiko
- Presbyterianische Nationale Kirche von Mexiko, A. R. (Iglesia Nacional Presbiteriana de México, A. R.)
- Reformierte Assoziierte Presbyterianische Kirche von Mexiko (Iglesia Presbiteriana Asociada Reformada de México)
- Reformierte Presbyterianische Kirche von Mexiko (Iglesia Presbiteriana Reformada de México)

### Trinidad und Tobago
- Presbyterianische Kirche in Trinidad und Tobago (Presbyterian Church in Trinidad and Tobago)

### Vereinigte Staaten
- Christian Reformed Church in North America
- Cumberland Presbyterian Church
- Cumberland Presbyterian Church in America
- Koreanische Presbyterianische Kirche in Amerika (Korean Presbyterian Church in America)
- Litauische Evangelisch-reformierte Kirche (Lithuanian Evangelical Reformed Church)
- Presbyterian Church (USA)
- Reformed Church in America
- Ungarische Reformierte Kirche in Amerika (Hungarian Reformed Church in America)
- United Church of Christ

## Südamerika

### Argentinien
- Evangelische Kirche am la Plata (Iglesia Evangélica del Rio de la Plata)
- Kongregationalistische Evangelische Kirche (Iglesia Evangélica Congregacional)
- Presbyterianische Kirche Argentinien (Iglesia presbiteriana Argentina)
- Reformierte Kirchen in Argentinien (Iglesias Reformadas en la Argentina) (2010 vereinigt mit der Iglesia Evangélica del Rio de la Plata)[2]
- Waldenser Evangelische Kirche von Rio de la Plata (Iglesia Evangelica Valdense de Rio de la Plata)

### Bolivien
- Presbyterianische Evangelische Kirche in Bolivien (Iglesia Evangélica Presbiteriana en Bolivia)

### Brasilien
- Arabische Evangelische Kirche von São Paulo (Igreja Evangélica Arabe de São Paulo)
- Reformierte Christliche Kirche von Brasilien (Igreja Crista Reformada do Brasil)
- Reformierte Evangelische Kirchen in Brasilien (Igrejas Evangélicas Reformadas no Brasil)
- Presbyterianische Kirche von Brasilien (Igreja Presbiteriana do Brasil)
- Unabhängige Presbyterianische Kirche von Brasilien (Igreja Presbiteriana Independente do Brasil)
- Unierte Presbyterianische Kirche von Brasilien (Igreja Presbiteriana Unida do Brasil)

### Chile
- Presbyterianische Evangelische Kirche in Chile (Iglesia Evangélica Presbiteriana en Chile)
- Presbyterianische Kirche von Chile (Iglesia Presbiteriana de Chile)

### Costa Rica
- Costa-ricanische Presbyterianische Evangelische Kirche (Iglesia Evangélica Presbiteriana Costarricense)

### El Salvador
- Calvinistische Reformierte Kirche von El Salvador (Iglesia Reformada Calvinista de El Salvador)

### Guatemala
- Presbyterianische Nationale Evangelische Kirche von Guatemala (Iglesia Evangélica Nacional Presbiteriana de Guatemala)

### Guyana
- Guyana Kongregationalistische Union (Guyana Congregational Union)
- Guyana Presbyterianische Kirche (Guyana Presbyterian Church)
- Presbyterianische Kirche von Guyana (Presbyterian Church of Guyana)

### Honduras
- Reformierte Christliche Kirche von Honduras (Iglesia Cristiana Reformada de Honduras)

### Kolumbien
- Presbyterianische Kirche von Kolumbien (Iglesia Presbiteriana de Colombia)

### Uruguay
- Waldenser Evangelische Kirche von Rio de la Plata (Iglesia Evangelica Valdense de Rio de la Plata)

### Venezuela
- Presbyterianische Kirche von Venezuela (Iglesia Presbiteriana de Venezuela)

## Ozeanien

### Amerikanisch-Samoa
- Kongregationalistische Christliche Kirche in Amerikanisch-Samoa (Ekalesia Fa'apotopotoga Kerisiano I Amerika Samoa)

### Australien
- Congregational Federation of Australia
- Uniting Church in Australia

### Französisch-Polynesien
- Maòhi Protestantische Kirche (Etaretia Evaneria no Porinetia Farani)

### Kiribati
- Protestantische Kirche Kiribati (Ekaretia ni Boretetanti i Kiribati)

### Marshallinseln
- Reformierte Kongregationalistische Kirchen (Reformed Congregational Churches)
- Unierte Kirche der Christ-Kongregationalisten auf den Marshallinseln (United Church of Christ-Congregational in the Marshall Islands)

### Neukaledonien
- Evangelische Kirche in Neukaledonien und den Loyalitätsinseln (Eglise evangélique en Nouvelle Calédonie et aux Îles Loyauté)

### Neuseeland
- Presbyterianische Kirche von Aotearoa Neuseeland (Presbyterian Church of Aotearoa New Zealand)

### Niue
- Kirche von Niue (Ekalesia Niue)

### Salomonen
- Unierte Kirche auf den Salomonen (United Church in the Solomon Islands)

### Tuvalu
- Christian Church of Tuvalu

### Vanuatu
- Presbyterianische Kirche von Vanuatu (Presbiterian Jyos Blong Vanuatu)

### Westsamoa
- Kongregationalistische Christliche Kirche in Samoa (Ekalesia Fa' apotopotoga Kerisinao I Samoa)